# Guerau de Queralt i de Rocabertí
Guerau de Queralt i de Rocabertí ? - 1393 o 1397) va ser un noble català. Era el segon fill de Pere V de Queralt i de Castellnou. Va ser senyor de diversos llocs durant el segle XIV: d'herència va obtindre la senyoria de Ceret, així com drets a Castellnou i al vescomtat de Rocabertí. Quan es va casar amb Beatriu d'Olzinelles va aconseguir els castells de Cànoves i de Catllar, mentre que el seu germà Dalmau I li empenyorava Vespella el 1380. Per banda de la Corona, va comprar Pallerols, Sant Antolí, Timor i Gàver, però la resistència dels seus habitants va tractar la reincorporació sota domini reial. El 1385 compra Montmaneu i la Panadella, que li són presos quan es crea el comtat de Cervera. El 1378 va acudir al servei del rei de Xipre amb 250 llancers. El 1383, combat el comte de Prades junt Pere VI de Queralt i de Pinós, nebot seu. Amb el rei de Castella va servir a la guerra de Portugal, mentre que amb l'infant Martí va combatre a la guerra de Sicília. Va ser conseller de l'infant Joan, que l'armà cavaller el 1387; procurador de l'infant Martí a Castella; mariscal general i castellà de la Vall d'Aran i lloctinent de conestable i senescal de Catalunya. Es va interessar per l'alquímia i la literatura, tot dedicant unes cobles al rei Pere III.